# Ovn
En ovn anvendes til opvarmning, madlavning eller fremstilling af håndværksmæssige og industrielle produkter.
Energien kan komme fra kul, koks, brænde, naturgas eller elektricitet.
Ved opvarmning af lejligheder og huse anvendtes tidligere ovne, men på grund af forurening (f.eks. den berømte/berygtede London smog) anvendes nu central- og fjernvarme.
I forbindelse med madlavning er en ovn ganske almindelig fra ca. 1850. Den bruges til at bage, stege og opvarme maden.

## Andre ovntyper
- Bageovn
- Bilæggerovn
- Brændeovn
- El-ovn
- Esse
- Gasovn
- Højovn
- Kakkelovn
- Komfur
- Masseovn
- Mikrobølgeovn
- Smelteovn
- Varmluftovn

## Billeder
- Køkkenovn i komfur med kogeplader øverst
- Pizzaovn
- Kakkelovn til rumopvarmning